# Javier Claramunt
Javier Claramunt Gallardo es un ex ciclista profesional español. Nació en Manresa (provincia de Barcelona) el 5 de agosto de 1968. Sólo fue profesional tres años, entre 1990 y 1992.
Su hermano mayor José Claramunt también fue ciclista profesional.
Fue el ganador de la clasificación combinada Vuelta a La Rioja de 1992.

## Palmarés
No obtuvo victorias como profesional.

## Equipos
- Kelme (1990-1991)
- Puertas Mavisa (1992)